# Jaime Carreño
Jaime Matías Carreño Lee-Chong (Santiago del Cile, 3 marzo 1997) è un calciatore cileno, centrocampista del Dep. Santa Cruz.

## Carriera
Vinse il campionato cileno nel 2016 con l'Universidad Católica.

## Palmarès

### Club

#### Competizioni nazionali
- Campionato cileno: 2

Universidad Católica: Apertura 2016, 2019
- Supercoppa del Cile: 1

Universidad Católica: 2019